# Kvalifikace na Mistrovství světa ve fotbale 2018
V kvalifikaci na Mistrovství světa ve fotbale 2018 se národní týmy ze šesti fotbalových konfederací ucházely o 31 postupových míst na závěrečný turnaj, který se konal v Rusku v červnu a červenci 2018. Kvalifikace se účastnilo 208 zemí, což je nejvyšší počet v historii. Avšak přihlášku k účasti v kvalifikaci podalo 210 zemí, přičemž Zimbabwe a Indonésie byly vyloučeny před odehráním jediného zápasu. První účast v historii zaznamenaly následující reprezentace: Bhútán, Jižní Súdán, Gibraltar a Kosovo.
| Region                                        | Počet místenek na finálovém turnaji pro tento region | Počet účastníků kvalifikace v tomto regionu |
| --------------------------------------------- | ---------------------------------------------------- | ------------------------------------------- |
| Afrika (CAF)                                  | 5                                                    | 54                                          |
| Asie (AFC)                                    | 4,5*                                                 | 46                                          |
| Evropa (UEFA)                                 | 14 (včetně Ruska jako hostitele)                     | 54+1                                        |
| Jižní Amerika (CONMEBOL)                      | 4,5*                                                 | 10                                          |
| Oceánie (OFC)                                 | 0,5*                                                 | 11                                          |
| Severní, Střední Amerika a Karibik (CONCACAF) | 3,5*                                                 | 35                                          |

* Poloviny míst znamenají místa v mezikontinentální baráži.

## Kvalifikované týmy

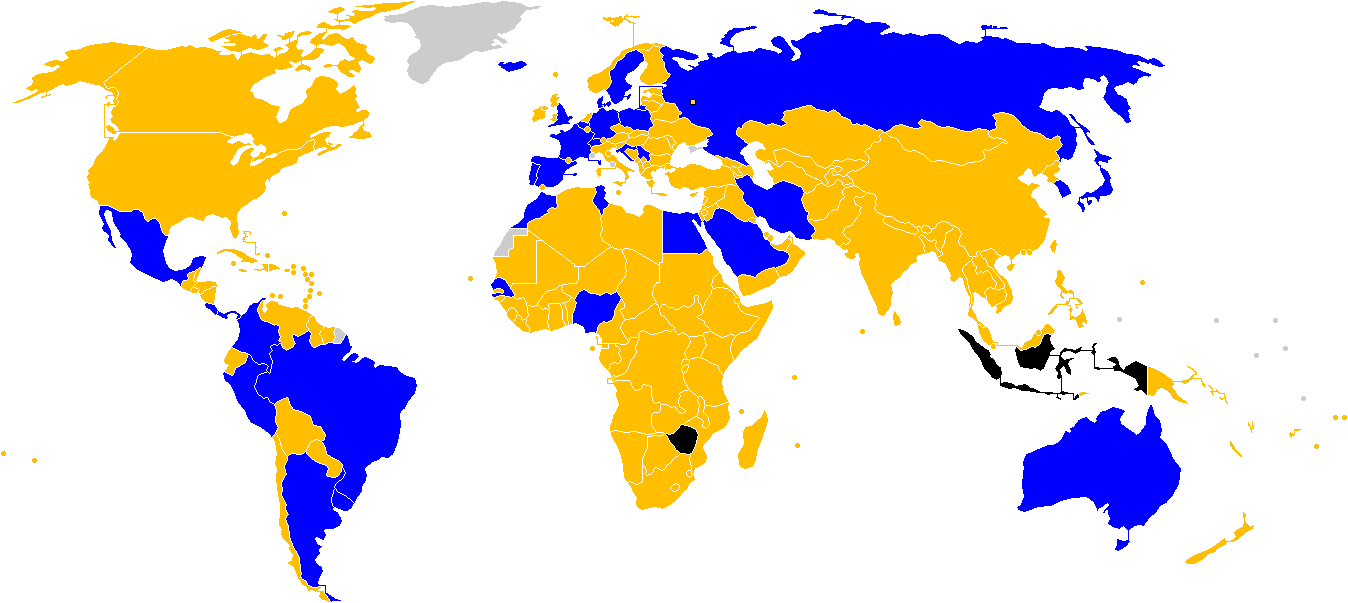
Tým se kvalifikoval na závěrečný turnaj
Tým má šanci kvalifikovat se na závěrečný turnaj
Tým již nemá šanci kvalifikovat se, avšak ještě musí odehrát několik zápasů
Tým se nekvalifikoval
Tým vyloučen
Neúčastnili se, nebyli členem FIFA před startem kvalifikace

| Rusko          | Hostitel                         | 2. prosince 2010   | 11  | 2014 | 2                                         | Čtvrté místo (1966) | - | Brazílie | 1. místo CONMEBOL | 28. března 2017 | 21. | 2014 | Vítězové (1958, 1962, 1970, 1994, 2002) |
| Írán           | 3. fáze AFC - vítěz skupiny A    | 12. června 2017    | 5.  | 2014 | Základní skupina (1978, 1998, 2006, 2014) |                     |   |          |                   |                 |     |      |                                         |
| Japonsko       | 3. fáze AFC - vítěz skupiny B    | 31. srpna 2017     | 6.  | 2014 | Osmifinále (2002, 2010)                   |                     |   |          |                   |                 |     |      |                                         |
| Mexiko         | 5. fáze CONCACAF - 1. místo      | 1. září 2017       | 16. | 2014 | Čtvrtfinále (1970, 1986)                  |                     |   |          |                   |                 |     |      |                                         |
| Belgie         | vítěz skupiny H UEFA             | 3. září 2017       | 13. | 2014 | 4. místo (1986)                           |                     |   |          |                   |                 |     |      |                                         |
| Jižní Korea    | 3. fáze AFC - 2. místo skupina A | 5. září 2017       | 10. | 2014 | 4. místo (2002)                           |                     |   |          |                   |                 |     |      |                                         |
| Saúdská Arábie | 3. fáze AFC - 2. místo skupina B | 5. září 2017       | 5.  | 2006 | Osmifinále (1994)                         |                     |   |          |                   |                 |     |      |                                         |
| Německo        | vítěz skupiny C UEFA             | 5. října 2017      | 19. | 2014 | Vítězové (1954, 1974, 1990, 2014)         |                     |   |          |                   |                 |     |      |                                         |
| Anglie         | vítěz skupiny F UEFA             | 5. října 2017      | 15. | 2014 | Vítězové (1966)                           |                     |   |          |                   |                 |     |      |                                         |
| Španělsko      | vítěz skupiny G UEFA             | 6. října 2017      | 14. | 2014 | Vítězové (2010)                           |                     |   |          |                   |                 |     |      |                                         |
| Nigérie        | 3. fáze CAF - vítěz skupiny B    | 7. října 2017      | 6.  | 2014 | Osmifinále (1994, 1998, 2014)             |                     |   |          |                   |                 |     |      |                                         |
| Kostarika      | 5. fáze CONCACAF - 2. místo      | 8. října 2017      | 5.  | 2014 | Čtvrtfinále (2014)                        |                     |   |          |                   |                 |     |      |                                         |
| Polsko         | vítěz skupiny E UEFA             | 8. října 2017      | 8.  | 2006 | 3. místo (1974, 1982)                     |                     |   |          |                   |                 |     |      |                                         |
| Egypt          | 3. fáze CAF - vítěz skupiny E    | 8. října 2017      | 3.  | 1990 | Základní skupina (1934, 1990)             |                     |   |          |                   |                 |     |      |                                         |
| Island         | vítěz skupiny I UEFA             | 9. října 2017      | 1.  | –    | -                                         |                     |   |          |                   |                 |     |      |                                         |
| Srbsko         | vítěz skupiny D UEFA             | 9. října 2017      | 12. | 2010 | 3. místo (1930) jako Jugoslávie           |                     |   |          |                   |                 |     |      |                                         |
| Francie        | vítěz skupiny A UEFA             | 10. října 2017     | 15. | 2014 | Vítězové (1998)                           |                     |   |          |                   |                 |     |      |                                         |
| Portugalsko    | vítěz skupiny B UEFA             | 10. října 2017     | 7.  | 2014 | 3. místo (1966)                           |                     |   |          |                   |                 |     |      |                                         |
| Uruguay        | 2. místo CONMEBOL                | 11. října 2017     | 13. | 2014 | Vítězové (1930, 1950)                     |                     |   |          |                   |                 |     |      |                                         |
| Argentina      | 3. místo CONMEBOL                | 11. října 2017     | 17. | 2014 | Vítězové (1978, 1986)                     |                     |   |          |                   |                 |     |      |                                         |
| Kolumbie       | 4. místo CONMEBOL                | 11. října 2017     | 6.  | 2014 | Čtvrtfinále (2014)                        |                     |   |          |                   |                 |     |      |                                         |
| Panama         | 5. fáze CONCACAF - 3. místo      | 11. října 2017     | 1.  | –    | -                                         |                     |   |          |                   |                 |     |      |                                         |
| Senegal        | 3. fáze CAF - vítěz skupiny D    | 10. listopadu 2017 | 2.  | 2002 | Čtvrtfinále (2002)                        |                     |   |          |                   |                 |     |      |                                         |
| Maroko         | 3. fáze CAF - vítěz skupiny C    | 11. listopadu 2017 | 5.  | 1998 | Osmifinále (1986)                         |                     |   |          |                   |                 |     |      |                                         |
| Tunisko        | 3. fáze CAF - vítěz skupiny A    | 11. listopadu 2017 | 5.  | 2006 | Základní skupina (1978, 1998, 2002, 2006) |                     |   |          |                   |                 |     |      |                                         |
| Švýcarsko      | vítěz baráže UEFA                | 12. listopadu 2017 | 11. | 2014 | Čtvrtfinále (1934, 1938, 1954)            |                     |   |          |                   |                 |     |      |                                         |
| Chorvatsko     | vítěz baráže UEFA                | 12. listopadu 2017 | 5.  | 2014 | 3. místo (1998)                           |                     |   |          |                   |                 |     |      |                                         |
| Švédsko        | vítěz baráže UEFA                | 13. listopadu 2017 | 12. | 2006 | 2. místo (1958)                           |                     |   |          |                   |                 |     |      |                                         |
| Dánsko         | vítěz baráže UEFA                | 14. listopadu 2017 | 5.  | 2010 | Čtvrtfinále (1998)                        |                     |   |          |                   |                 |     |      |                                         |
| Austrálie      | vítěz baráže CONCACAF/AFC        | 15. listopadu 2017 | 5.  | 2014 | Osmifinále (2006)                         |                     |   |          |                   |                 |     |      |                                         |
| Peru           | vítěz baráže OFC/CONMEBOL        | 16. listopadu 2017 | 5.  | 1982 | Čtvrtfinále (1970)                        |                     |   |          |                   |                 |     |      |                                         |

Poznámky
1. ↑  Do r. 1991 jako Sovětský svaz

## Kvalifikační skupiny
Kvalifikační proces započal v březnu 2015 a skončil v listopadu 2017.
Hlavní los kvalifikace proběhl 25. července 2015 v Petrohradu.

### Rozhodující kritéria v kvalifikaci
Ve všech zónách jsou používána k určení pořadí ve skupinách následující kritéria:
1. vyšší počet bodů ze všech zápasů ve skupině
2. lepší brankový rozdíl ze všech zápasů ve skupině
3. vyšší počet gólů vstřelených ve všech zápasech ve skupině
4. vyšší počet bodů obdržených ve vzájemných zápasech
5. lepší brankový rozdíl ve vzájemných zápasech
6. vyšší počet gólů vstřelených ve vzájemných zápasech
7. více vstřelených gólů na hřišti soupeře (pokud je rovnost mezi dvěma týmy)
8. los nebo rozhodující zápas na neutrální půdě

### Afrika (CAF)
(54 týmů bojujících o 5 místenek)
Africká kvalifikace začala v říjnu 2015 první fází, které se účastnilo nejhorších 26 afrických týmů podle žebříčku FIFA. Týmy se systémem dvojzápasu doma-venku utkaly o postup do druhé fáze. Třináct postupujících a 27 přímo nasazených se ve druhé fázi utkalo v dvojzápasech doma-venku o postup do třetí fáze. Ve třetí fázi bylo 20 týmů rozlosováno do pěti skupin po čtyřech týmech. Pětice vítězů skupin následně postoupí na závěrečný turnaj.

### Asie (AFC)
(46 týmů bojujících o 4 přímé místenky a jedno místo v mezikontinentální baráži)
Dvanáctka týmů umístěná nejníže v žebříčku FIFA se v první fázi utkala v dvojzápasech doma-venku o postup do druhé fáze. V ní byla šestice postupujících a 34 přímo nasazených týmů rozlosována do osmi skupin po pěti týmech. Do třetí fáze postoupili vítězové skupin a čtyři nejlepší týmy z žebříčku týmů umístěných na druhých místech. Ve třetí fázi bylo 12 týmů rozlosováno do dvou skupin po šesti účastnících. První dva týmy z každé skupiny následně přímo postoupí na závěrečný turnaj, zatímco týmy na třetích místech se utkají v baráži o místo v mezikontinentální baráži.

### Evropa (UEFA)
(54 týmů bojujících o 13 místenek)
Evropská kvalifikace začala v září 2016 po Mistrovství Evropy ve fotbale 2016. Týmy byly na hlavním losu 25. července 2015 rozlosovány do devíti skupin po šesti týmech. Devět vítězů jednotlivých skupin postoupí přímo na mistrovství světa. Osm nejlepších týmů na druhých místech bude hrát baráž o zbylé čtyři místenky.

### Jižní Amerika (CONMEBOL)
(10 týmů bojujících o 4 přímé místenky a jedno místo v mezikontinentální baráži)
Jihoamerické kvalifikace se účastní 10 týmů. Celky utvořily jednu skupinu, ve které se utkají každý s každým doma a venku. První čtyři postoupí přímo na závěrečný turnaj, zatímco celek na páté pozici čeká mezikontinentální baráž.

### Oceánie (OFC)
(11 týmů bojujících o jedno místo v mezikontinentální baráži)
Čtveřice nejníže nasazených týmů se nejprve v první fázi utkala jednokolově každý s každým na centralizovaném místě o jedno postupové místo na Oceánský pohár národů 2016, který byl zároveň druhou fází kvalifikace na MS. Postupující z první fáze se zde přidal k sedmičce přímo nasazených týmů. Druhá fáze se hrála opět na jednom centralizovaném místě. Osmička týmů byla rozlosována do dvou skupin po čtyřech, přičemž první dva z každé skupiny postoupili do semifinále. Vítěz finále postoupil na Konfederační pohár FIFA 2017 a zároveň první tři týmy z každé skupiny postoupily do třetí fáze kvalifikace MS, kde byly rozlosovány do dvou skupin po třech týmech, v nichž se utkal dvoukolově každý s každým doma a venku. Vítězové obou skupin se následně utkají v dvojzápase doma-venku o postup do mezikontinentální baráže.

### Severní, Střední Amerika a Karibik (CONCACAF)
(35 týmů bojujících o 3 přímé místenky a jedno místo v mezikontinentální baráži)
Šestice nejlepších podle žebříčku FIFA ze srpna 2014 bylo nasazeno přímo do čtvrté fáze, další dva týmy do třetí fáze, dalších 13 týmů bylo nasazeno přímo do druhé fáze a nejhorších 14 se muselo účastnit první fáze.
První tři fáze byly hrány formou dvojzápasů doma-venku. Ve čtvrté fázi byla dvanáctka týmů rozlosována do tří skupin po čtyřech. První dva týmy z každé skupiny následně postoupily do páté (finálové) fáze. Tam šestice týmů vytvořila jednu skupinu, ze které postoupí první tři týmy na mistrovství světa, zatímco tým na čtvrtém místě postoupí do mezikontinentální baráže.

### Mezikontinentální baráže
Mezikontinentální baráže se budou hrát systémem doma a venku v listopadu 2017 a určí zbylé dva účastníky MS 2018.